# Gyponana toxotes
Gyponana toxotes är en insektsart som beskrevs av Hamilton 1982. Gyponana toxotes ingår i släktet Gyponana och familjen dvärgstritar. Inga underarter finns listade i Catalogue of Life.